# كلينت دانيلز
كلينت دانيلز (بالإنجليزية: Clint Daniels)‏ هو كاتب أغاني أمريكي، ولد في 24 أغسطس 1974.

## وصلات خارجية
- الموقع الرسمي